# VM i ishockey 1982
Verdensmesterskabet i ishockey 1982 var det 48. VM i ishockey, arrangeret af IIHF. For de europæiske hold gjaldt det samtidig som det 59. europamesterskab. Mesterskabet blev afviklet i tre niveauer som A-, B- og C-VM:
A-VM i Helsinki og Tampere, Finland i perioden 15. – 29. april 1982.
B-VM i Klagenfurt, Østrig i perioden 18. – 27. marts 1982.
C-VM i Jaca, Spanien i perioden 19. – 28. marts 1982.
Der var tilmeldt 24 hold til mesterskabet – det samme antal som året før. De otte bedste hold spillede om A-VM, de otte næstbedste hold spillede om B-VM, mens de sidste otte hold spillede C-VM.
Sovjetunionen blev verdensmester for 18. gang – og for fjerde gang i træk. Samtidig blev holdet europamester for 21. gang, og holdet gik ubesejret gennem turneringen med 9 sejre og 1 uafgjort kamp. Sølvmedaljerne gik til Tjekkoslovakiet, mens Canada sikrede sig sin første VM-medalje siden VM 1978 ved at vinde bronze. Overraskende endte de olympiske mestre fra USA på sidstepladsen, og dermed måtte amerikanerne en tur ned i B-gruppen.
| A-VM 1982 | A-VM 1982       |
| --------- | --------------- |
| Guld      | Sovjetunionen   |
| Sølv      | Tjekkoslovakiet |
| Bronze    | Canada          |
| 4.        | Sverige         |
| 5.        | Finland         |
| 6.        | Vesttyskland    |
| 7.        | Italien         |
| 8.        | USA             |

| B-VM 1982 | B-VM 1982 |
| --------- | --------- |
| 9.        | DDR       |
| 10.       | Østrig    |
| 11.       | Polen     |
| 12.       | Norge     |
| 13.       | Rumænien  |
| 14.       | Schweiz   |
| 15.       | Kina      |
| 16.       | Holland   |

| C-VM 1982 | C-VM 1982   |
| --------- | ----------- |
| 17.       | Japan       |
| 18.       | Jugoslavien |
| 19.       | Danmark     |
| 20.       | Frankrig    |
| 21.       | Ungarn      |
| 22.       | Bulgarien   |
| 23.       | Spanien     |
| 24.       | Sydkorea    |

| Sport | Spire Denne artikel om sport er en spire som bør udbygges. Du er velkommen til at hjælpe Wikipedia ved at udvide den. |